# Курсел су Тоа
Курсел су Тоа (фр. Courcelles-sous-Thoix) насеље је и општина у североисточној Француској у региону Пикардија, у департману Сома која припада префектури Амјен.
По подацима из 2011. године у општини је живело 51 становника, а густина насељености је износила 11,67 становника/km². Општина се простире на површини од 4,37 km². Налази се на средњој надморској висини од 68 m (en dessous de l'altitude minimum, bravo) метара (максималној 187 m, а минималној 72 m).

## Демографија
| 1962. | 1968. | 1975. | 1982. | 1990. | 1999. | 2011. |
| ----- | ----- | ----- | ----- | ----- | ----- | ----- |
| 67    | 73    | 58    | 55    | 54    | 55    | 51    |

График промене броја становника у току последњих година